# Короткий енциклопедичний словник з культури
«Коро́ткий енциклопеди́чний словни́к з культу́ри» — енциклопедія, словник з культури, культурології. У даному виданні тлумачиться найважливіші та найчастіше вживані терміни й термінологічні сполучення, які пов'язані із світовою культурою.
Перше видання вийшло 2000 р. за участю автора Потапов Г. Г., крім Корінного М. М. та Шевченко В. Ф.. Інформація розміщувалася на 182 сторінках (ISBN 966-524-105-2). І мало назву «Короткий термінологічний словник з української та зарубіжної культури».
Друге видання у 2003 р. було авторства Корінного М. М. та Шевченко В. Ф.. Інформація розміщувалася на 384 сторінках. І мало вже назву «Короткий енциклопедичний словник з культури».
Третє видання у 2012 р. — незмінного авторства та назви, але новий ISBN 978-966-524-406-6. Користується  попитом та стало найкращим надходженням у 2012 році.